# Microxestoleberis triangulata
Microxestoleberis triangulata is een mosselkreeftjessoort uit de familie van de Xestoleberididae. De wetenschappelijke naam van de soort is voor het eerst geldig gepubliceerd in 1980 door Swanson.